# 川岸光男
川岸 光男（かわぎし みつお、1942年（昭和17年）9月17日 - ）は、日本の政治家。元三重県鈴鹿市長（2期）。元三重県議会議員（5期）。旭日中綬章受章。

## 来歴
三重県四日市市出身。1965年三重県立神戸高等学校卒。卒業後は本田技研に入り、労働組合で活動し、同社労働組合委員長となる。1979年三重県議会議員選挙に鈴鹿市選挙区から立候補し、当選。5期務め、1998年に第92代副議長となる。

### 2003年鈴鹿市長選挙
2003年の鈴鹿市長選挙に立候補し、元県議らを破って当選する。
※当日有権者数：144,525人 最終投票率：63.73%（前回比：-6.54pts）
| 候補者名   | 年齢 | 所属党派 | 新旧別 | 得票数   | 得票率 | 推薦・支持 |
| ---------- | ---- | -------- | ------ | -------- | ------ | ---------- |
| 川岸光男   | 60   | 無所属   | 新     | 40,016票 | 44.7%  | -          |
| 伊藤多喜男 | 66   | 無所属   | 新     | 39,274票 | 43.9%  | -          |
| 光永強     | 54   | 無所属   | 新     | 10,195票 | 11.4%  | -          |

2007年の市長選挙では無投票で再選。鈴鹿市長を2期務め、2011年に引退した。現在は公益財団法人鈴鹿市文化振興事業団の理事長を務める。

## 栄典
- 2012年秋の叙勲で旭日中綬章を受章[9]。